# Vinux
Vinux è una distribuzione Linux che è stata appositamente progettata per utenti ciechi e parzialmente vedenti. In particolare è una versione remasterizzata della distribuzione popolare di Ubuntu e fornisce agli utenti due lettori di schermo, due lettori a schermo intero magnifier, una dimensione globale di font e un dispositivo di modifica dei colori semplificata. Il sistema supporta anche i display Braille USB.
Vinux è stato originariamente sviluppato nel 2008 da Tony Sales, supporter tecnico presso il Royal National College for the Blind di Hereford, Regno Unito. È stato elencato per la prima volta su DistroWatch il 1º giugno 2010.
Vinux consente agli utenti di computer ciechi e non vedenti di installare autonomamente una versione di Ubuntu. Include Orca (lettore di schermo e magnifier), Speakup (un lettore di schermo di console), Compiz (un ingranditore basato sulla tecnologia 3d) e supporto per i display Braille. I display Braille funzionano automaticamente quando collegati e supportano Braille di grado 1 e 2. Vinux può essere eseguito da un live CD o da un dispositivo Live USB senza apportare modifiche a un sistema operativo corrente. Può essere installato su un dispositivo USB o su un disco rigido a fianco di un sistema operativo corrente o come una sostituzione completa di un altro già installato.